# Hed PE
Hed PE (también conocidos como (həd) p.e., (Hed) P.E.  o (hed) Planet Earth es una banda de rapcore/nü metal de Huntington Beach, California.

## Biografía
Hed PE se formó en 1994 por el MC de ascendencias Afro-brasileñas Jahred Shane (aka M.C.U.D.) y el guitarrista Wesstyle, del que se conocían por los eventos que se organizaban en la escena Underground de Los Ángeles y del Sur de California. Comenzaron escribiendo canciones juntos y después se le unieron Mawk (Bajo, que anteriormente estaba en una banda californiana de Funk junto a Jahred), Chizad (Guitarra), B.C. (Batería) y DJ Product 1969 (Tornamesa) para formar (həd) p.e. a comienzos de año. Ese mismo año (1994), lanzan su primera maqueta de 8 demos, que contenía: Stitches (disponible sólo en la maqueta), Hill (del cual es la misma versión que aparece en el posteriormente lanzado Church of Realities), y Epilogue (posteriormente lanzado en el sencillo de Serpent Boy). Se hicieron algunas copias, 	
pero en raras ocasiones los fanes la pusieron en subasta; se dice que una copia fue vendida en $280.
El primer álbum de la banda fue el EP Church of Realities, producido por Wesstyle y lanzado independientemente en 1995. Luego obtenien un contrato con Jive Records y lanzan su álbum homónimo (həd) p.e. que contenía varias canciones del Church of Realities. Sus tempranas grabaciones tenían una energía arenosa, llamativa, a la que ellos atribuyeron al uso de anfetaminas. Su mayor éxito fue en el año 2000 con su álbum Broke en el que experimentaban con una influencia al hip hop más humosa y discutiblemente más enfocada hacia su música. Broke también contaba con la participación de Serj Tankian y Daron Malakian de System of a Down y Morgan Lander de Kittie en la canción "Feel Good". Su primer sencillo fue "Bartender" que obtuvo una buena rotación en MTV.
En 2003 lanzan el álbum Blackout, trabajo que sus fanes criticaron por tener un sonido más Mainstream (Accesible). Aun así, el álbum vendió menos copias que sus pasados álbumes. Sonny Mayo, quien tocó para bandas como Snot y Amen (actualmente está en Sevendust), ocupó la guitarra en los Tours después de que Chizad dejara la banda. Posteriormente de cancela el contrato que tenía (həd) p.e. con Jive.
Después firman con la productora independiente Koch Records y entran a la banda el guitarrista Jaxon y el baterista Moke (anteriormente en OTEP), el frontman de la banda Jahred trabaja en un material que fue escrito originalmente para un proyecto paralelo con Fenix Jones y lanzan el álbum Only in Amerika en 2005.
En junio de 2005 la banda aparece en la portada de Origivation Magazine. El artículo se titulaba "Under F_cking Rated" (Bajo la jodida calificación).
En el año 2010 estaba previsto que saliese a la venta su nuevo álbum "Truth Rising". La fecha de salida sería el 26 de octubre, pero poco antes de su salida ya estaba filtrado por la red. El grupo solo dio el adelanto de la canción "No Rest 4 da Wicked" y alguna que otra novedad antes de su filtración y posterior salida al mercado.
El 01/01/2014, vocalista Jahred Gomes declaró en el Facebook oficial de la banda que el próximo álbum de (hed) p.e. se llamará "Evolutión" y que se lanzará este año.
El 13 de mayo de 2014, en la página de Facebook oficial de la banda, lanzaron el anuncio oficial de que el nuevo álbum Evolution de la banda llegará a las tiendas. El álbum saldrá a la venta 22 de julio de 2014. También se dio a conocer un track del nuevo álbum en su página de Facebook y poco después, la canción "One More Body"

## Discografía
- Hed PE (1997)
- Broke (2000)
- Blackout (2003)
- Only in Amerika (2004)
- Back 2 Base X (2006)
- Insomnia (2007)
- The DIY Guys (2008)
- New World Orphans (2009)
- Truth Rising (2010)
- Evolution  (2014)
- Forever!  (2016)
- STAMPEDE  (2019)
- Class Of 2020  (2020)
- Detox (2022)